# تقاضا (فیلم)
تقاضا (به هندی: Anurodh) یا درخواست (به انگلیسی: Request) فیلمی هندی محصول سال ۱۹۷۷ و به کارگردانی شاکتی سامانتا است. در این فیلم بازیگرانی همچون راجش خانا، سیمپل کاپادیا، وینود مهرا، آشوک کومار، نیروپا روی، آسرانی، پریتی گانگولی، دینا پاتاک، اوتپال دوت، ریتا بهادری و آبی باتاچاریا ایفای نقش کرده‌اند.